# Diaz (Arkansas)
Diaz é uma cidade localizada no estado americano de Arkansas, no Condado de Jackson.

## Demografia
Segundo o censo americano de 2000, a sua população era de 1284 habitantes.
Em 2006, foi estimada uma população de 1192, um decréscimo de 92 (-7.2%).

## Geografia
De acordo com o United States Census Bureau, a localidade tem uma área de 15,4 km², dos quais 15,3 km² cobertos por terra e 0,1 km² cobertos por água.

## Localidades na vizinhança
O diagrama seguinte representa as localidades num raio de 24 km ao redor de Diaz.